# 휘도 임번스
휘도 임번스(Guido Imbens, 본명: Guido Wilhelmus Imbens, 1963년 9월 3일 ~ )는 네덜란드계 미국인 경제학자이다. 2021년 임번스는 조슈아 앵그리스트, 데이비드 카드와 공동으로 노벨 경제학상을 수상했다. 2012년부터 스탠퍼드 대학교의 스탠퍼드 경영대학원의 경제학 교수로 재직하고 있다.